# Debela Berta
Debela Berta (nemško Dicke Bertha) je super težka havbica nemškega proizvajalca Krupp, ki je bila izdelana malo pred izbruhom prve svetovne vojne. 
Njeno uradno poimenovanje je bilo L / 12. Ta oznaka je pomenila, da je dolžina cevi 12-kratnik premera cevi, ki je bila kalibra 420 mm (16,5" palca). Tako je bila dolžina cevi približno 5 metrov. Tip M-Gerät 14 (M-naprava 1914) Kurze Marine - Kanone ("kratkocevni top" ime naj bi prikrivalo pravi namen orožja ).

## Ime
Havbico je večinoma oblikoval Kruppov direktor dizajna, profesor Fritz Rausenberger in njegov predhodnik, direktor Max Dreger (1852-1929). Številni viri pravijo, da je ime Bertha sklicevanje na Bertho Krupp, dedinjo in lastnico industrijskega imperija Krupp. Vsi niso istega mnenja. Med vojno so Nemci dali številne druge vzdevke za M-naprave. (" Dicke ", kar pomeni maščobo ali nekaj velikega v nemščini, je očitno sklicevanje na fizični vidik gospe Krupp ). Ime " Big Bertha ", so zavezniki uporabljali za katerokoli večje nemško orožje, kot so na primer- železniški bojni top znan kot " Langer Max " in artilerija za velike domete "Paris gun ". Strogo gledano ime Dicke Bertha ali Big Bertha, se uporablja le za 42cm M-Gerät havbico.

## Zgodovina dizajna
Je imela je svojo genezo iz naukov, ki so jih Nemci ( in Avstrijci ) pridobili v rusko-japonski vojni leta 1904-1905. Med vojno so Japonci odstranili nekatere njihove obalno-obrambne 28cm havbice in jih uporabljali kot pomoč za razstrelitev ruske obrambe v ruski mornariški bazi v Port Arthuru. To je bila takratna popolna novost, saj so do takrat vojaški strokovnjaki domnevali, da so bili največji prenosni topovi okoli kalibra 20cm. Kljub temu pa večina Evropejcev ni v celoti spoznala, kar so jih Japonci naučili, razen seveda Nemcev in Avstrijcev (slednji so potem prav tako razvili vrsto cestno mobilnih težkih topov, vključno s 30,5cm Schlanke Emmo, havbice kalibra 38cm Barbaro in Gudrun, ter svoje 42cm havbice).
V začetku leta 1900 je Krupp začel razvijati serijo cestno mobilnih težkih topov-havbic od kalibra 28cm do kalibra 30,5cm. Te havbice so temeljile na izkušnjah, ki jih je Krupp dobil z gradnjo obalnih obrambnih topov (Küstenmörser), kot so 30,5cm kaliber Beta-Gerät, ki je prvi model uveden leta 1897 (čeprav so takrat drugi narodi, vključno z Britanijo in Združenimi državami Amerike, gradili tudi podobne topove). 
Nova različica kalibra 30.5cm Beta-Gerät havbice modela 1897 je bila leta 1908 močno izboljšana, vendar še ne dovolj dobro oziroma tako kot želi Artillerieprüfungskommission (" artilerijski odbor za testiranje ", APK). Zato so vprašali Kruppa za izgradnjo večje artilerije, take, da lahko razbije moderne utrdbe. Krupp je najprej preučil možnost izgradnje artilerije kalibra 35cm, vendar je kar takoj skočil na izdelavo 42cm kalibra, ker kot tak, lahko z najmanjšim nabojem ustvari tako porušitveno moč, ki je potreben za izpolnitev zahtev APK. Prvi izdelek kalibra 42cm je ogromen L/16 (cev je imela 16 kalibrov dolžine) Gamma-Gerät havbica, ki je bila pomanjšana različica topa Beta-Gerät. Nenavadno za Krupp, tako Beta in Gama orožje se je izogibalo običajnemu drsnemu klinasto-medenično vstavnem mehanizmu, v korist vijačnim zaklepom, kar je po praksi skupno v Veliki Britaniji in Franciji.
Gamma je streljala krogle, ki so tehtale do 1.160 kg, sam top je tehtal 150 ton, Nemci so ga imenovali Bettungsgeschütz ali "orožje na postelji", ker je bilo nameščeno na stacionarnem prevozu, ki je bil nameščen v betonskem temelju, zaradi katerega so potrebovali več dni za postavitev in pripravo. Vse komponente je bilo treba prevažati po oddelkih na desetih železniških vagonih -šest za top in ostale štiri za posteljo. Ko je streljala, se je morala posadka premakniti 300 metrov stran in sprožiti po elektronski obliki. Vseeno so bili vojaki še vedno preblizu, zato so morali imeti bombažno vato v svojih očeh, nosu in ušesih, ter streljati z odprtimi usti, da so preprečili izgubo sluha (počen bobnič).
Za premikanje Gamme in postavitev so bila potrebna znatna sredstva, zato je APK vprašal Kruppa za bolj mobilno različico in mu postavil datum 15. julij 1912. Še preden je bila pripeljana decembra 1913, je APK šel naprej in odredil drugo v februarju 1913. Prva havbica je demonstrirala pri Kaiser Wilhelmu II, marca 1914 in je bila v veliki meri sprejeta kot novo orožje. Druga je bila pripeljana junija 1914.
Nova havbica je cestno-mobilno orožje, ki je nameščeno na konstrukcijo z dvemi kolesi. To je bilo popolnoma drugačno orožje kot Gama-Gerät. Cev je bila krajša od Gammine za 4 dolžine kalibrov in z neobičajnim Krupp drsnim klin zaklepom. Zaradi tanjših sten je bila cev na splošno lažja za izgradnjo in je streljala lažje naboje teže 830 kg. Popolnoma sestavljena je tehtala 43 ton, kar je veliko manj kot Gamma, in ni ji bilo treba biti postavljene v beton. Razvili so posebne jeklene "podstavke", na katerih so bila jeklena kolesa. Zadnji del konstrukcije je bil opremljen z masivno "lopato", ki se je zakopal v zemljo in je deloval kot sidro. Da bi preprečili zdrs navzdol po blatnih cestah, so kolesa opremili z "Radgürteln" podstavki z nogami za širjenje obremenitev. Krupp in Daimler sta razvila tudi traktor za vleko Berthe, ki je vlekel top v 5 kosih.

## Zgodovina uporabe
Le dva operativna M-Geräte topova sta bila na voljo ob začetku prve svetovne vojne, čeprav sta bili do takrat že narejeni dve dodatni cevi in zibelke. Dva operativna M-Geräte topova sta oblikovala Kurze Marine Kanone Batterie (KMK) št 3;kalibra 42cm. Sam kontingent je vseboval štiri dodatne Gamma Geräte topove sestavljene v dve bateriji in še en Gamma na pol delujoči top je bil v obratovanju dva tedna pred vojno. Uporabljeni so bili za uničenje belgijske utrdbe v Liège, Namuru, in v Antwerpnu in za francosko utrdbo na Maubeuge, ter tudi druge trdnjave v severni Franciji. Bertha se je izkazala kot zelo učinkovito orožje za starejše objekte, kot je belgijska utrdba Brialmont narejena leta 1880, ki je bila uničena v nekaj dneh. Prvi strel proti sovražniku iz topa M-Gerät je bil sprožen proti Fort Pontisse na obrobju mesta Liege, 12. avgusta. Najbolj spektakularen uspeh je bil proti bližnjem Fort Loncin-u, ko je granata zadela neposredno v strelivo baterije in je tako povzročila veliko eksplozijo. Beton iz belgijskih utrdb je bil slabe kakovosti, saj je bil sestavljen zgolj iz plasti betona, brez železne armature za vezavo.
Big Bertha je pridobila velik ugled na obeh straneh, zaradi svojih zgodnjih uspehov pri razbijanju utrdbe v Liege-u. Nemškemu tisku se je zmešalo od navdušenja in so jo poimenovali kot "BerthaWunderwaffe".  Kasneje v času nemškega napada na Verdun, februarja 1916, se je izkazala za manj učinkovito, ker je bila ta trdnjava grajena iz betona ojačanega z jeklom in je tako večinoma vzdržala velike Bertine granate. V tem napadu je bila samo trdnjava Fort Vaux močno poškodovana, saj so nemci zadeli rezervoar z vodo in zato so se vsi predali.
Skupno je bilo zgrajenih 12 popolnih M- Gerät topov; poleg dveh, ki sta bila na voljo, ko se je začela vojna, so med vojno zgradili še preostalih 10. Ta številka ne vključuje dodatnih cevi. Dve dodatne cevi so že bile na voljo preden se je začela vojna in morda še ostalih 20 cevi, čeprav nekateri viri navajajo da jih je bilo še 18. V vojni je bilo več Bert uničenih, saj so jim popokale cevi, zaradi nepravilnega streliva. Kasneje v veliki vojni so bili narejeni topovi L/30, kalibra 30,5cm. Njihove cevi so bile nameščene na nekatere Bertine zibeljke, ker so zagotavljale daljši domet in lažji ogenj. To orožje je bilo znano pod imenom Schwere Kartaune ali Beta-M-Gerät.

## Preživeli primerki in replike
Dve veliki Berti je zasegla ameriška vojska ob koncu vojne. Ena je bila prenešena v ZDA in ocenjena na Aberdeen Proving Ground-u. Orožje je bilo kasneje postavljeno na ogled v United States Ordnance Army muzeju in razrezano po koncu druge svetovne vojne.
Trditev, da je druga Bertha preživela na Krupp-ovem poligonu v Meppen-u in je bila ponovno uporabljena v drugi svetovni vojni v bitki za Sevastopol, temelji na napačnem razumevanju. V resnici je bilo to Gama-Gerät orožje sestavljeno v Meppen-u, po prvi svetovni vojni, iz delov ki jih Krupp še imel in je kot tako prisostvovalo v drugi svetovni vojni, skupaj s sodobnim in še večjim Mörser Karl-om in Schwerer Gustav-om.
Leseni model v prvotnih dimenzijah je zgradil Emil Cherubin, leta 1932. Prikazan je bil na različnih mestih v nacistični Nemčiji do leta 1939. Ta je bil prav tako na razglednici. Cherubin je služil z modelom Berthe med prvo svetovno vojno.Sam je nato kot velik talent gradil lesene modele za muzeje, gledališča in za druge stranke. Zgradil je tudi modela v 1/4 velikosti Berthe in Paris Gun-a.